# Oakthorpe
Oakthorpe är en by i Leicestershire i England. Byn är belägen 27,7 km 
från Leicester. Orten har 669 invånare (2015). Byn nämndes i Domedagsboken (Domesday Book) år 1086, och kallades då Achetorp.